# Geistthal-Södingberg
Geistthal-Södingberg est une commune autrichienne du district de Voitsberg, en Styrie. Elle a été créée le 1er janvier 2015 à la suite de la fusion des communes de Geistthal et Södingberg.